# Lista över Sveriges statsministrar
För statsministerämbetena före tvåkammarriksdagen, se lista över Sveriges justitiestatsministrar och lista över Sveriges utrikesstatsministrar.
Detta är en lista över Sveriges statsministrar som omfattar samtliga ämbetsinnehavare sedan mars 1876, då tjänsten först infördes. Dessförinnan hade Sverige ingen regeringschef skild från dess statschef, som traditionellt innehade all verkställande makt. Tvåkammarriksdagens skapare Louis De Geer d.ä., ersatte den månghundraåriga ståndsriksdagen genom att bli landets första statsminister. Sedan oktober 2022 är den moderata partiledaren och före detta socialförsäkringsministern Ulf Kristersson, Sveriges 35:e och nuvarande statsminister.

## Fullständig lista
Sedan ämbetets införande för 149 år sedan, har 35 olika personer; varav en kvinna, varit Sveriges statsminister. Återkommande statsministrar räknas således inte flera gånger. Detta betecknas med dess förstkommande ordningstal inom parentes. Notera att tillförordnande statsministrar, som betecknas med ett streck, räknas inte med i statsministerlängden alls. Längst ned i tabellen finns ytterligare förklaringar.
| Namn (livstid) | Namn (livstid)                                                                           | Namn (livstid)                      | Porträtt        | Ämbetstid | Tillhörighet (allians)              | Regering (partier)      | Valår                                   | Monark (regentår)    |
| --- | ---------------------------------------------------------------------------------------- | ----------------------------------- | --------------- | --- | ----------------------------------- | ----------------------- | --------------------------------------- | -------------------- |
| 1 |                                                                                          | Louis De Geer d.ä. (1818–1896)      |                 | 20 mars 1876 – 19 april 1880 (4 år och 30 dagar) | Oberoende liberal                   | De Geer d.ä.            | 1875 1878                               | Oscar II (1872–1907) |
| 2 |                                                                                          | Arvid Posse (1820–1901)             |                 | 19 april 1880 – 13 juni 1883 (3 år, 1 månad och 24 dagar) | Lantmannapartiet                    | Posse (Lmp)             | — 1881                                  | Oscar II (1872–1907) |
| 3 |                                                                                          | Carl Johan Thyselius (1811–1891)    |                 | 13 juni 1883 – 16 maj 1884 (11 månader och 3 dagar) | Oberoende konservativ               | Thyselius               | —                                       | Oscar II (1872–1907) |
| 4 |                                                                                          | Robert Themptander (1844–1897)      |                 | 16 maj 1884 – 6 februari 1888 (3 år, 8 månader och 21 dagar) | Oberoende liberal                   | Themptander             | 1884                                    | Oscar II (1872–1907) |
| 4 | 1887a[§]                                                                                 | Robert Themptander (1844–1897)      |                 | 16 maj 1884 – 6 februari 1888 (3 år, 8 månader och 21 dagar) | Oberoende liberal                   | Themptander             |                                         | Oscar II (1872–1907) |
| 4 | 1887b                                                                                    | Robert Themptander (1844–1897)      |                 | 16 maj 1884 – 6 februari 1888 (3 år, 8 månader och 21 dagar) | Oberoende liberal                   | Themptander             |                                         | Oscar II (1872–1907) |
| 5 |                                                                                          | Gillis Bildt (1820–1894)            |                 | 6 februari 1888 – 12 oktober 1889 (1 år, 8 månader och 6 dagar) | Oberoende konservativ               | Gillis Bildt            | —                                       | Oscar II (1872–1907) |
| 6 |                                                                                          | Gustaf Åkerhielm (1833–1900)        |                 | 12 oktober 1889 – 10 juli 1891 (1 år, 8 månader och 28 dagar) | Protektionistiska partiet           | Åkerhielm (PP)          | — 1890                                  | Oscar II (1872–1907) |
| 7 |                                                                                          | Erik Gustaf Boström (1842–1907)     |                 | 10 juli 1891 – 12 september 1900 (9 år, 2 månader och 2 dagar) | Lantmannapartiet                    | Boström I (Lmp)         | — 1893 1896 1899                        | Oscar II (1872–1907) |
| 8 |                                                                                          | Fredrik von Otter (1833–1910)       |                 | 12 september 1900 – 5 juli 1902 (1 år, 9 månader och 23 dagar) | Oberoende konservativ               | von Otter               | —                                       | Oscar II (1872–1907) |
| (7) |                                                                                          | Erik Gustaf Boström (1842–1907)     |                 | 5 juli 1902 – 13 april 1905 (2 år, 9 månader och 8 dagar) | Lantmannapartiet                    | Boström II (Lmp)        | — 1902                                  | Oscar II (1872–1907) |
| 9 |                                                                                          | Johan Ramstedt (1852–1935)          |                 | 13 april 1905 – 2 augusti 1905 (3 månader och 20 dagar) | Oberoende konservativ               | Ramstedt                | —                                       | Oscar II (1872–1907) |
| 10 |                                                                                          | Christian Lundeberg (1842–1911)     |                 | 2 augusti 1905 – 7 november 1905 (3 månader och 5 dagar) | Protektionistiska partiet (AvF)     | Lundeberg (AvF–LS)      | —                                       | Oscar II (1872–1907) |
| 11 |                                                                                          | Karl Staaff (1860–1915)             |                 | 7 november 1905 – 29 maj 1906 (6 månader och 22 dagar) | Liberala samlingspartiet            | Staaff I (LS)           | 1905                                    | Oscar II (1872–1907) |
| 12 |                                                                                          | Arvid Lindman (1862–1936)           |                 | 29 maj 1906 – 7 oktober 1911 (5 år, 4 månader och 8 dagar) | Lantmanna- och borgarepartiet (AvF) | Lindman I (AvF)         | — 1908                                  | Oscar II (1872–1907) |
| 12 | Gustaf V (1907–1950)                                                                     | Arvid Lindman (1862–1936)           |                 | 29 maj 1906 – 7 oktober 1911 (5 år, 4 månader och 8 dagar) | Lantmanna- och borgarepartiet (AvF) | Lindman I (AvF)         | — 1908                                  |                      |
| (11) |                                                                                          | Karl Staaff (1860–1915)             |                 | 7 oktober 1911 – 17 februari 1914 (2 år, 4 månader och 10 dagar) | Liberala samlingspartiet            | Staaff II (LS)          | 1911                                    |                      |
| 13 |                                                                                          | Hjalmar Hammarskjöld (1862–1953)    |                 | 17 februari 1914 – 30 mars 1917 (3 år, 1 månad och 13 dagar) | Oberoende konservativ               | Hammarskjöld            | —                                       |                      |
| 13 | 1914a[§]                                                                                 | Hjalmar Hammarskjöld (1862–1953)    |                 | 17 februari 1914 – 30 mars 1917 (3 år, 1 månad och 13 dagar) | Oberoende konservativ               | Hammarskjöld            |                                         |                      |
| 13 | 1914b                                                                                    | Hjalmar Hammarskjöld (1862–1953)    |                 | 17 februari 1914 – 30 mars 1917 (3 år, 1 månad och 13 dagar) | Oberoende konservativ               | Hammarskjöld            |                                         |                      |
| 14 |                                                                                          | Carl Swartz (1858–1926)             |                 | 30 mars 1917 – 19 oktober 1917 (6 månader och 19 dagar) | Nationella partiet (AvF)            | Swartz (AvF)            | —                                       |                      |
| 15 |                                                                                          | Nils Edén (1871–1945)               |                 | 19 oktober 1917 – 10 mars 1920 (2 år, 4 månader och 20 dagar) | Liberala samlingspartiet            | Edén (LS–S)             | 1917                                    |                      |
| 16 |                                                                                          | Hjalmar Branting (1860–1925)        |                 | 10 mars 1920 – 27 oktober 1920 (7 månader och 17 dagar) | Socialdemokraterna                  | Branting I (S)          | —                                       |                      |
| 17 |                                                                                          | Louis De Geer d.y. (1854–1935)      |                 | 27 oktober 1920 – 23 februari 1921 (3 månader och 27 dagar) | Oberoende liberal                   | De Geer d.y.            | 1920                                    |                      |
| 18 |                                                                                          | Oscar von Sydow (1873–1936)         |                 | 23 februari 1921 – 13 oktober 1921 (7 månader och 20 dagar) | Oberoende konservativ               | von Sydow               | —                                       |                      |
| (16) |                                                                                          | Hjalmar Branting (1860–1925)        |                 | 13 oktober 1921 – 19 april 1923 (1 år, 6 månader och 6 dagar) | Socialdemokraterna                  | Branting II (S)         | 1921[§]                                 |                      |
| 19 |                                                                                          | Ernst Trygger (1857–1943)           |                 | 19 april 1923 – 18 oktober 1924 (1 år, 5 månader och 29 dagar) | Nationella partiet (AvF)            | Trygger (AvF)           | —                                       |                      |
| (16) |                                                                                          | Hjalmar Branting (1860–1925)        |                 | 18 oktober 1924 – 24 januari 1925 (3 månader och 6 dagar) | Socialdemokraterna                  | Branting III (S)        | 1924                                    |                      |
| 20 |                                                                                          | Rickard Sandler (1884–1964)         |                 | 24 januari 1925 – 7 juni 1926 (1 år, 4 månader och 14 dagar) | Socialdemokraterna                  | Sandler (S)             | —                                       |                      |
| 21 |                                                                                          | Carl Gustaf Ekman (1872–1945)       |                 | 7 juni 1926 – 2 oktober 1928 (2 år, 3 månader och 25 dagar) | Frisinnade folkpartiet              | Ekman I (FF–L)          | —                                       |                      |
| (12) |                                                                                          | Arvid Lindman (1862–1936)           |                 | 2 oktober 1928 – 7 juni 1930 (2 år, 3 månader och 25 dagar) | Lantmanna- och borgarpartiet (AvF)  | Lindman II (AvF)        | 1928                                    |                      |
| (21) |                                                                                          | Carl Gustaf Ekman (1872–1945)       |                 | 7 juni 1930 – 6 augusti 1932 (2 år, 1 månad och 30 dagar) | Frisinnade folkpartiet              | Ekman II (FF)           | —                                       |                      |
| 22 |                                                                                          | Felix Hamrin (1875–1937)            |                 | 6 augusti 1932 – 24 september 1932 (1 månad och 18 dagar) | Frisinnade folkpartiet              | Hamrin (FF)             | —                                       |                      |
| 23 |                                                                                          | Per Albin Hansson (1885–1946)       |                 | 24 september 1932 – 19 juni 1936 (3 år, 8 månader och 26 dagar) | Socialdemokraterna                  | Hansson I (S)           | 1932                                    |                      |
| 24 |                                                                                          | Axel Pehrsson-Bramstorp (1883–1954) |                 | 19 juni 1936 – 28 september 1936 (3 månader och 9 dagar) | Bondeförbundet                      | Pehrsson-Bramstorp (Bf) | —                                       |                      |
| (23) |                                                                                          | Per Albin Hansson (1885–1946)       |                 | 28 september 1936 – 6 oktober 1946[†] (10 år och 8 dagar) | Socialdemokraterna                  | Hansson II (S–Bf)       | 1936 1940 1944                          |                      |
| (23) | Hansson III (S–Bf–H–F)                                                                   | Per Albin Hansson (1885–1946)       |                 | 28 september 1936 – 6 oktober 1946[†] (10 år och 8 dagar) | Socialdemokraterna                  |                         | 1936 1940 1944                          |                      |
| (23) | Hansson IV (S)                                                                           | Per Albin Hansson (1885–1946)       |                 | 28 september 1936 – 6 oktober 1946[†] (10 år och 8 dagar) | Socialdemokraterna                  |                         | 1936 1940 1944                          |                      |
| — |                                                                                          | Östen Undén (1886–1974)             |                 | Efter Hanssons död fungerade Undén som tillförordnad statsminister, i sin egenskap av regeringens andre excellens och minister för utrikes ärendena, fram till dess att Erlander svurits in i ämbetet. | Socialdemokraterna                  | Hansson IV (S)          | —                                       |                      |
| 25 |                                                                                          | Tage Erlander (1901–1985)           |                 | 11 oktober 1946 – 14 oktober 1969 (23 år och 3 dagar) | Socialdemokraterna                  | Erlander I (S)          | — 1948 1952 1956 1958[§] 1960 1964 1968 |                      |
| 25 | Gustaf VI Adolf (1950–1973)                                                              | Tage Erlander (1901–1985)           |                 | 11 oktober 1946 – 14 oktober 1969 (23 år och 3 dagar) | Socialdemokraterna                  | Erlander I (S)          | — 1948 1952 1956 1958[§] 1960 1964 1968 |                      |
| 25 | Erlander II (S–Bf)                                                                       | Tage Erlander (1901–1985)           |                 | 11 oktober 1946 – 14 oktober 1969 (23 år och 3 dagar) | Socialdemokraterna                  |                         | — 1948 1952 1956 1958[§] 1960 1964 1968 |                      |
| 25 | Erlander III (S)                                                                         | Tage Erlander (1901–1985)           |                 | 11 oktober 1946 – 14 oktober 1969 (23 år och 3 dagar) | Socialdemokraterna                  |                         | — 1948 1952 1956 1958[§] 1960 1964 1968 |                      |
| 26 |                                                                                          | Olof Palme (1927–1986)              |                 | 14 oktober 1969 – 8 oktober 1976 (6 år, 11 månader och 24 dagar) | Socialdemokraterna                  | Palme I (S)             | — 1970 1973                             |                      |
| 26 | Carl XVI Gustaf (1973–idag)                                                              | Olof Palme (1927–1986)              |                 | 14 oktober 1969 – 8 oktober 1976 (6 år, 11 månader och 24 dagar) | Socialdemokraterna                  | Palme I (S)             | — 1970 1973                             |                      |
| 27 |                                                                                          | Thorbjörn Fälldin (1926–2016)       |                 | 8 oktober 1976 – 18 oktober 1978 (2 år och 10 dagar) | Centerpartiet                       | Fälldin I (C–M–F)       | 1976                                    |                      |
| 28 |                                                                                          | Ola Ullsten (1931–2018)             |                 | 18 oktober 1978 – 12 oktober 1979 (11 månader och 24 dagar) | Folkpartiet                         | Ullsten (F)             | —                                       |                      |
| (27) |                                                                                          | Thorbjörn Fälldin (1926–2016)       |                 | 12 oktober 1979 – 8 oktober 1982 (2 år, 11 månader och 26 dagar) | Centerpartiet                       | Fälldin II (C–M–F)      | 1979                                    |                      |
| (27) | Fälldin III (C–F)                                                                        | Thorbjörn Fälldin (1926–2016)       |                 | 12 oktober 1979 – 8 oktober 1982 (2 år, 11 månader och 26 dagar) | Centerpartiet                       |                         | 1979                                    |                      |
| (26) |                                                                                          | Olof Palme (1927–1986)              |                 | 8 oktober 1982 – 28 februari 1986[‡] (3 år, 4 månader och 20 dagar) | Socialdemokraterna                  | Palme II (S)            | 1982 1985                               |                      |
| — |                                                                                          | Ingvar Carlsson (född 1934)         |                 | Efter Palmes död fungerade Carlsson som tillförordnad statsminister från 1 mars till 12 mars, då han formellt utsågs till statsminister av riksdagen.                                                  | Socialdemokraterna                  | Palme II (S)            | — 1988                                  |                      |
| 29 | 12 mars 1986 – 4 oktober 1991 (5 år, 6 månader och 22 dagar)                             | Ingvar Carlsson (född 1934)         | Carlsson I (S)  | | Socialdemokraterna                  |                         | — 1988                                  |                      |
| 29 | 12 mars 1986 – 4 oktober 1991 (5 år, 6 månader och 22 dagar)                             | Ingvar Carlsson (född 1934)         | Carlsson II (S) | | Socialdemokraterna                  |                         | — 1988                                  |                      |
| 30 |                                                                                          | Carl Bildt (född 1949)              |                 | 4 oktober 1991 – 7 oktober 1994 (3 år och 3 dagar) | Moderaterna                         | Carl Bildt (M–C–FP–KdS) | 1991                                    |                      |
| (29) |                                                                                          | Ingvar Carlsson (född 1934)         |                 | 7 oktober 1994 – 22 mars 1996 (1 år, 5 månader och 15 dagar) | Socialdemokraterna                  | Carlsson III (S)        | 1994                                    |                      |
| 31 |                                                                                          | Göran Persson (född 1949)           |                 | 22 mars 1996 – 6 oktober 2006 (10 år, 6 månader och 14 dagar) | Socialdemokraterna                  | Persson (S)             | — 1998 2002                             |                      |
| 32 |                                                                                          | Fredrik Reinfeldt (född 1965)       |                 | 6 oktober 2006 – 3 oktober 2014 (7 år, 11 månader och 27 dagar) | Moderaterna (Alliansen)             | Reinfeldt (M–C–FP–KD)   | 2006 2010                               |                      |
| 33 |                                                                                          | Stefan Löfven (född 1957)           |                 | 3 oktober 2014 – 30 november 2021 (7 år, 1 månad och 27 dagar) | Socialdemokraterna                  | Löfven I[✕] (S–MP)      | 2014 2018                               |                      |
| 33 | Löfven II[✕] (S–MP)                                                                      | Stefan Löfven (född 1957)           |                 | 3 oktober 2014 – 30 november 2021 (7 år, 1 månad och 27 dagar) | Socialdemokraterna                  |                         | 2014 2018                               |                      |
| 33 | Löfven III (S–MP)                                                                        | Stefan Löfven (född 1957)           |                 | 3 oktober 2014 – 30 november 2021 (7 år, 1 månad och 27 dagar) | Socialdemokraterna                  |                         | 2014 2018                               |                      |
| 34 |                                                                                          | Magdalena Andersson (född 1967)     |                 | 30 november 2021 – 18 oktober 2022 (10 månader och 18 dagar) | Socialdemokraterna                  | Andersson (S)           | —                                       |                      |
| 35 |                                                                                          | Ulf Kristersson (född 1963)         |                 | 18 oktober 2022 – idag (2 år, 8 månader och 18 dagar) | Moderaterna                         | Kristersson (M–KD–L)    | 2022                                    |                      |
| Färg- och symbolbetydelser \| - Koalitionsregering - Oberoende eller partilös - Moderaterna och dess företrädare - Liberalerna och dess företrädare - Socialdemokraterna - Centerpartiet och dess företrädare \| - ^§ Extraval - ^† Dog i tjänsten - ^‡ Mördad i tjänsten - ^✕ Fällts av misstroendevotum \| |                                                                                          |                                     |                 | |                                     |                         |                                         |                      |
| - Koalitionsregering - Oberoende eller partilös - Moderaterna och dess företrädare - Liberalerna och dess företrädare - Socialdemokraterna - Centerpartiet och dess företrädare | - ^§ Extraval - ^† Dog i tjänsten - ^‡ Mördad i tjänsten - ^✕ Fällts av misstroendevotum |                                     |                 | |                                     |                         |                                         |                      |

### Fotnoter
1. ↑  Nilsson 2005, sid. 286–288.
2. ↑  Nergelius 2011, sid. 15–16, 33–34, 41.
3. ↑  Larsson & Bäck 2008, sid. 166–170.
4. ↑  Elgán & Scobbie 2015, sid. 68.
5. 1 2  Hedman 2008, sid. 18–19.
6. ↑  Elgán & Scobbie 2015, sid. 225.
7. ↑  Söderpalm 2012, band 29, sid. 459.
8. ↑  Nilsson 2005, sid. 392.
9. ↑  Rustow 1995, sid. 244.
10. ↑  Thermænius 2012, band 10, sid. 519.
11. ↑  Nilsson 2005, sid. 390.
12. ↑  Bergelin 1958, band 21, sid. 77−78.
13. ↑  Hofberg 1906, sid. 606.
14. ↑  Bergelin 1958, band 21, sid. 37−40.
15. ↑  Hallendorff 2012, band 4, sid. 318.
16. ↑  Hofberg 1906, sid. 94, 797.
17. ↑  Bergelin 1958, band 3, sid. 29−32.
18. ↑  Bergelin 1958, band 22, sid. 37−40.
19. ↑  Hofberg 1906, sid. 813−814.
20. ↑  Boëthius 2012, band 5, sid. 540.
21. ↑  Bergelin 1958, band 3, sid. 609−612.
22. ↑  Hofberg 1906, sid. 122−124, 799.
23. ↑  Norberg 2012, band 28, sid. 440.
24. ↑  Nevéus 2012, band 29, sid. 644.
25. ↑  Hofberg 1906, sid. 812.
26. ↑  Bergelin 1958, band 14, sid. 123−126.
27. ↑  Wåhlstrand 2012, band 24, sid. 242.
28. ↑  Torbacke 2012, band 33, sid. 99.
29. ↑  Hagård 2012, band 23, sid. 505.
30. ↑  Bergelin 1958, band 13, sid. 749−752.
31. ↑  Herlitz 2012, band 18, sid. 175.
32. ↑  Olsson 2012, band 34, sid. 424.
33. ↑  Marklund & Larsson 2018, sid. 296.
34. ↑  Gerdner 2012, band 12, sid. 88.
35. ↑  Marklund & Larsson 2018, sid. 296−297.
36. ↑  Boëthius 2012, band 6, sid. 14.
37. ↑  Marklund & Larsson 2018, sid. 300.
38. ↑  Jacobson 2012, band 10, sid. 544.
39. ↑  Bergelin 1958, band 5, sid. 516.
40. ↑  Jansson 2012, band 35, sid. 75.
41. ↑  Norman 2012, band 31, sid. 379.
42. ↑  Floden 2012, band 13, sid. 14.
43. ↑  Ståhl 2012, band 18, sid. 230.
44. ↑  Lewin 2012, band 18, sid. 277.
45. ↑  Marklund & Larsson 2018, sid. 301.
46. ↑  Jonasson 2012, band 29, sid. 22.
47. ↑  Ruin 2012, band 28, sid. 623.
48. ↑  Marklund & Larsson 2018, sid. 357.

### Webbkällor
- Hedman, Rune (2008). ”Regeringskansliet genom tiderna”. Regeringskansliet. Arkiverad från originalet. http://web.archive.org/web/20220523060358/https://www.regeringen.se/49bb57/contentassets/7f9d827dd80c4008a59b031f45620ab0/regeringskansliet-genom-tiderna. Läst 26 augusti 2022.
- Cahoon, Ben (2001). ”Sweden: Prime ministers” (på engelska). WorldStatesmen. Arkiverad från originalet. https://archive.ph/cb2pk#selection-4305.0-4609.186. Läst 11 september 2022.
- Ringbom, Nina (2006). ”Sveriges statsministrar”. Historiesajten. Arkiverad från originalet. https://archive.ph/29M7r. Läst 28 september 2022.